# Hipercorectitudine
Hipercorectitudinea (numită și hiperliterarizare sau, în anumite cazuri, hiperurbanism) este o greșeală de limbă care constă în aplicarea mecanică a unei analogii sau a unei reguli lingvistice valabile în alte situații. O grafie, o pronunție sau o construcție conținînd o astfel de greșeală se numesc hipercorecte. Hipercorectitudinea apare tocmai din teama de a nu greși, prin efortul conștient al vorbitorului de a se conforma normelor limbii literare. Deși prefixul hiper- înseamnă în general „foarte”, „excesiv de”, hipercorectitudinea nu este corectitudinea dusă la extrem, ci o greșeală.
Noțiunea de hipercorectitudine aparține deopotrivă gramaticii normative, care stabilește ce e corect și ce e greșit, cât și gramaticii descriptive, care observă fenomenele de limbă fără a le judeca. În cazul din urmă, cu precădere în domeniul etimologiei, fenomenul hipercorectitudinii poate explica apariția anumitor pronunții, grafii sau construcții, care uneori se răspîndesc atît de mult încît ajung în cele din urmă să se impună în uz și chiar să ia locul formelor anterioare. Astfel, de exemplu, cuvântul viteză este la origine o citire greșită a cuvântului scris vitesă (din franțuzescul vitesse), pe care vorbitorii nefamiliarizați cu limba franceză l-au citit după regula (greșit aplicată) conform căreia litera s aflată între două vocale trebuie citită z. Eforturile de a corecta această citire greșită nu au dat roade, încît forma viteză a devenit singura considerată corectă. O evoluție similară au avut și cuvintele chermeză (din fr. kermesse), furnizor (din fr. fournisseur), regizor (din fr. régisseur), dizertație (din fr. dissertation), bazin (din fr. bassin) etc.; o parte din variantele vechi, care reflectau pronunția de origine, circulă în paralel cu variantele apărute prin hipercorectitudine, iar altele au fost complet înlocuite.

## Tipuri
Hipercorectitudinea poate fi clasificată în trei categorii:
- hipercorectitudine fonetică;
- hipercorectitudine ortografică;
- hipercorectitudine gramaticală (morfologică sau sintactică).

Prima categorie vizează cuvinte împrumutate sau nume din alte limbi:
- franțuzisme (bleumaren în loc de bleumarin, poplen în loc de poplin etc.)
- germanisme (șpicher în loc de spicher etc.)
- anglicisme (Chicago pronunțat cu ci în loc de și etc.)
- hispanisme (Rio de Janeiro pronunțat cu h în loc de j)

### Hipercorectitudinea fonetică latentă
Este fenomenul prin care unele forme greșite devin literare, de teama vorbitorilor față de aparenta rostire dialectală a formelor originare. Exemple: jecmăni în loc de jăcmăni, jefui în loc de jăfui.

#### Hipercorectitudine fonetică consonantică
- pseudodepalatalizări (piftea în loc de chiftea)
- pseudodefricatizări (cimpanzeu în loc de șimpanzeu)
- pseudoafricatizări (juvaier în loc de giuvaier)
- pseudoderotacizări (viezune în loc de viezure)

#### Hipercorectitudine fonetică vocalică
- apariția diftongului ea în locul unui a accentuat (gălbează în loc de gălbază)
- apariția unui e accentuat în locul unui ă accentuat (repede în loc de răpede)
- apariția unui e neaccentuat în locul unui ă neaccentuat (tremur în loc de trămur)
- apariția unui e (accentuat sau nu) în locul unui i (accentuat sau nu) (femeie în loc de fimeie)

#### Hipercorectitudine gramaticală
- copii noi născuți în loc de copii nou-născuți.

## Exemple în limba română
Ideea falsă că în neologisme trebuie pronunțat întotdeauna e în loc de ie — situație frecventă, dar nu absolută — a făcut ca unii vorbitori să scrie și uneori chiar să pronunțe hipercorect atribue, erarhie, eșire, caet, maestate, proect, deși formele corecte sînt atribuie, ierarhie, ieșire, caiet, maiestate, proiect. Similar, ideea că la început de cuvânt și silabă trebuie scris întotdeauna ea în loc de ia a dus la grafii greșite ca earnă, aceleeași, femeea în loc de iarnă, aceleiași, femeia. Are loc și efectul invers, în care grafia convențională și nefonetică eu, ei, ea, este, era duce la pronunții hipercorecte în locul celor firești, cu un i semivocalic la începutul acestor cuvinte; corect se pronunță, dar nu se scrie, astfel: ieu, ia, ieste etc. (totuși în context psihologic sau filozofic eu devine substantiv și se pronunță fără i). Hipercorectitudinea în acest caz se explică prin aceea că vorbitorii încearcă să evite greșeala de pronunțare a unor cuvinte ca etic, epic, epocă, există în formele agramate ietic, iepic, iepocă, iexistă.
Grafii hipercorecte apar de exemplu atunci cînd împrumuturile încetățenite în limba română într-o formă adaptată sînt scrise cu influențe ale regulilor grafice ale limbii de origine (sau chiar ale altor limbi), uneori fără a ține cont de grafia originară: kek sau kake în loc de chec, nickel în loc de nichel, Dostojewsky în loc de Dostoievski, Tschaikowsky în loc de Ceaikovski, manuqure în loc de manichiură. Pronunția Rio de Haneiro în loc de Rio de Janeiro (sub influența modelului Don Quijote, unde j se citește h) este hipercorectă, deoarece limbile portugheză și spaniolă au convenții grafice diferite.
Pentru a evita greșeala frecventă de a scrie un singur i la sfîrșitul cuvintelor unde este nevoie de doi, unii vorbitori ajung la scrierea hipercorectă cu doi i acolo unde de fapt trebuie doar unul: noștrii în loc de noștri, doi membrii în loc de doi membri. Tot ca o reacție față de o greșeală frecventă, anume aceea de a nu scrie articolul hotărît -l, se explică scrierea hipercorectă a unor cuvinte ca al nostrul, Alexandrul, de exemplul, unde corect se scrie fără -l la final.
Cuvintele scrise și pronunțate greșit excadron, excalada, excroc etc. în loc de escadron, escalada, escroc sînt și ele cauzate de hipercorectitudine, prin impresia că în neologisme dintre secvențele s+consoană și x+consoană numai a doua poate fi corectă.
Pronunția hipercorectă transformă la unele cuvinte vocala i în e: vereghetă, petec, plastec, împiedeca, pureci, tenesi', sălbatec, săptămînei, după-amiezele, pîinei etc. Similar, vocala u devine în unele cuvinte o: să adaoge, repaos, tentacole, autovehicol, genoflexiuni etc.
În particular vorbitorii din Moldova, unde ca particularitate a graiului local articolul posesiv are numai forma a, fac eroarea de a folosi formele al, ai, ale și acolo unde norma limbii literare cere folosirea prepoziției a, din teama de a nu face un dezacord. Sînt corecte construcțiile reprezentanți a (nu ai) 21 de state, autor a (nu al) două cărți, exponentul a (nu al) ceea ce se numește..., caracterul a (nu al) numeroase boli.